# Красный Угол (метеорит)
Кра́сный У́гол (Krasnoi-Ugol) — метеорит-хондрит весом 2530 грамм.
Метеорит упал 9 сентября 1829 г. в два часа дня, в деревне Красный Угол, Сапожковского уезда, Рязанской губернии. По сведениям упало 7 камней, но найдено было только два, один из которых, весом в 2,441 г хранится в метеоритной коллекции Российской академии наук.
Этот экземпляр замечателен тем, что на нём видны поверхности с прекрасной корой второго рода, свидетельствующей как раз о множественном падении метеоритных камней. Метеорит упал при ясном небе в сопровождении громовых ударов.